# گری دلیسل
گری دلیسل (انگلیسی: Grey DeLisle؛ زاده ۲۴ اوت ۱۹۷۳) یک خواننده، صداپیشه، و خواننده-ترانه‌پرداز اهل ایالات متحده آمریکا است.
از فیلم‌ها یا برنامه‌های تلویزیونی که وی در آن نقش داشته است می‌توان به افسانه مورتال کامبت: انتقام اسکورپیون ، والدین نسبتاً عجیب و غریب، دنی فانتوم، آواتار: آخرین بادافزار، اسکوبی دو، و تام و جری در دیدار با شرلوک هولمز اشاره کرد.